# 2538 Vanderlinden
2538 Vanderlinden este un asteroid din centura principală, descoperit pe 30 octombrie 1954 de Sylvain Arend.